# Cäsar von Arx
Cäsar von Arx (* 23. Mai 1895 in Basel; † 14. Juli 1949 Niedererlinsbach) war ein Schweizer Dramatiker. Er gilt als der bedeutendste und erfolgreichste Schweizer Dramatiker seiner Generation.

## Leben
Cäsar von Arx begann 1914 an der Universität Basel ein Studium der Germanistik, Geschichte und Philosophie, das er 1919 abbrach, um von 1918 bis 1920 als Schauspielinspizient und als Regisseur am Stadttheater Basel zu arbeiten. Nach 1920 wirkte er als Regisseur an den Städtischen Bühnen in Leipzig. Von 1925 an lebte er als freier Schriftsteller und Festspiel-Autor in Niedererlinsbach. 
Cäsar von Arx war mit der aus Engelberg stammenden Gertrud (geborene Haefelin) verheiratet. Als diese unheilbar erkrankt am 14. Juli 1949 starb, schied er am selben Tag durch Suizid aus dem Leben.

## Schaffen
Im dramatischen Werk von Cäsar von Arx dominieren klassisch gebaute Historiendramen, in denen er Stoffe aus der Schweizer Geschichte gestaltete. Sein Historienstück Der Verrat von Novara wurde zum bis dahin erfolgreichsten Bühnenwerk eines Schweizer Autors. Neben zahlreichen Festspielen verfasste von Arx auch Zeitstücke und Gesellschaftsdramen, die sich an modernen Stilprinzipien orientierten. 
Die Uraufführungen seiner Dramen erfolgten zumeist am Schauspielhaus Zürich. Aufführungen an Berufs- und Laienbühnen in der Schweiz und im Ausland machten von Arx zum bedeutendsten und erfolgreichsten Schweizer Dramatiker seiner Generation. 1930 und 1936 wurden zwei Stücke von ihm mit dem Preis der Welti-Stiftung für das Drama ausgezeichnet.

## Gedenken
Zur Sicherung des Nachlasses richtete seine Tochter Maja von Arx 1998 die «Cäsar-von-Arx-Stiftung» ein. Der Nachlass befindet sich in der Zentralbibliothek Solothurn. 
Zu Ehren von Cäsar von Arx wurde im Dorfkern von Niedererlinsbach eine Quartierstrasse benannt. Diese zweigt von der Hauptstrasse westwärts ab.
In seinem 2008 erschienenen Roman Das andere Leben hat der Schriftsteller Franco Supino die letzten Lebenswochen des Dramatikers gleichsam rekonstruiert.

## Werke

### Einzelausgaben
- Laupen. Ein Bühnenspiel aus der schweizerischen Geschichte. Basel 1914.
- Der Heilige und Abigail. 1915.
- Leier und Schwert. 1915.
- Die Rot Schwizerin. Volksstück in fünf Akten. Schunke, Leipzig 1921.
- Festspiel zur Gründungs-Feier der Schützengesellschaft der Stadt Solothurn. 1922.
- Die Schweizer. Historisches Festspiel zum eidgenössischen Schützenfest 1924 in Aarau. Meißner, Aarau 1924.
- Das Berner Oberland Spiel. 1926.
- Burleske vom Tod. 1926.
- Die Brücke. 1927.
- Das Brugger Festspiel in drei Teilen. Musik von Werner Wehrli. Brugg 1927.
- Moritat. 1927.
- Schweizerfestspiel. Für das eidgenössische Turnfest 1928 in Luzern. Musik von Werner Wehrli. Keller, Luzern 1928.
- Die Geschichte vom General Johann August Suter. Stück in zwei Teilen. Müller, München 1929.
- 1882–1932. Hörspiel zum Jubiläum der Gotthardbahn. Bern 1932.
- Opernball 13. Schauspiel in drei Akten. Rascher, Zürich 1932.
- Vogel friß oder stirb! Komödie in 3 Akten. Sauerländer, Aarau 1932.
- Das Drama vom verlorenen Sohn. Nach Hans Salat. Tschudy, Glarus 1934.
- Der Verrat von Novara. Schauspiel in drei Akten. Rentsch, Erlenbach 1934.
- Von fünferlei Betrachtnis. Ein Totentanzspiel nach Johannes Kolros. Tschudy, Glarus 1934.
- Der heilige Held. Schauspiel in fünf Akten. Rascher, Zürich 1936.
- Dreikampf. Schauspiel in drei Akten. Basel 1937.
- Das Selzacher Passionsspiel. 1937.
- Laupen-Szenarium. 1938
- Der kleine Sündenfall. Schauspiel in drei Akten. Sauerländer, Aarau 1939.
- Romanze in Plüsch. Schauspiel in vier Akten. Volksverlag, Elgg 1940.
- Das Bundesfeierspiel zum Fest des 650jährigen Bestehens der Schweizerischen Eidgenossenschaft. Schwyz 1941.
- Land ohne Himmel. Schauspiel in drei Akten. Sauerländer, Aarau 1943.
- Brüder in Christo. Schauspiel in drei Akten. Oprecht, Zürich 1947.
- Das Solothurner Gedenkspiel. 1949.
- Festakt zur Enthüllung des Schlachtdenkmals in Dornach. Solothurn 1949.

### Briefbände
- Briefe an den Vater. Hrsg. v. Armin Arnold. Lang, Bern 1982, ISBN 3-261-05000-4.
- Briefwechsel 1929–1949 (mit Walter Richard Ammann). Lang, Bern 1985, ISBN 3-261-04046-7.
- Briefwechsel und Dokumente 1940–1941 (mit Philipp Etter). Lang, Bern 1985, ISBN 3-261-04074-2.
- Von mir ist nicht viel zu berichten. Briefwechsel 1941–1949  (mit Otto Oberholzer). Buch und Audio-CD. Schwabe, Basel 2010, ISBN 978-3-7965-2723-4.

### Werkausgabe
- Werke in vier Bänden. Hrsg. v. Armin Arnold:
  - Band 1: Dramen 1915–1932. Walter, Olten 1986, ISBN 3-530-02311-6.
  - Band 2: Dramen 1934–1949. Schwabe, Basel 2005, ISBN 3-7965-2178-9.
  - Band 3: Festspiele 1914–1949. Walter, Olten 1987, ISBN 3-530-02313-2.
  - Band 4: Dichtungen, Vorträge, Feuilletons 1913–1948. Schwabe, Basel 2008, ISBN 978-3-7965-2433-2 (mit Bibliographie).